# Eukoebelea cunia
Eukoebelea cunia är en stekelart som beskrevs av Joseph 1957. Eukoebelea cunia ingår i släktet Eukoebelea och familjen fikonsteklar. Inga underarter finns listade i Catalogue of Life.